# Leptacis arcuata
Leptacis arcuata (лат.) — вид платигастроидных наездников из семейства Platygastridae. Океания: Новая Зеландия.

## Описание
Мелкие перепончатокрылые насекомые (длина от 1,4 до 2 мм). Основная окраска буровато-чёрная. Усики 10-члениковые. У самки А9 такой же длины, как его ширина; нотаули видны в задней трети; щитковый шип тонкий, равен длине проподеума; метасома самки в 1,3—1,5 раза длиннее остального тела, вздернута кверху. Чёрного цвета, кроме: переднеспинка и тергит Т1 коричневатые, реже голова и мезосома могут быть почти полностью светлыми красновато-коричневыми; членик A1, жвалы, тегулы и ноги, включая тазики, красновато-коричневые. Вид был впервые описан в 2011 году датским энтомологом Петером Булем (Peter Neerup Buhl, Дания) по материалам из Новой Зеландии.